# Silver Bullet (Rapper)
Silver Bullet, eig. Hereward Richard Hugh Cle Brown, ist ein englischer Britcore-MC aus London und ein typischer Vertreter dieses harten Rapstils. Er wendet den für britischen Rap recht üblichen Ragga-betonten Stil an.

## Biografie
Sein Aufstieg begann, nachdem er den Wettbewerb einer Radioshow gewonnen hatte. Er war außerdem Support für Public Enemy. Sein Erfolg beschränkte sich nicht nur auf die Hip-Hop-Clubs, die Videos zu den Hits Bring Forth the Guillotine und 20 Seconds to Comply liefen auch auf MTV 1989 mehrmals am Tag und konnten sich teilweise hoch in den britischen Popcharts platzieren.

## Diskografie

### Alben
| Jahr | Titel                                       | Höchstplatzierung, Gesamtwochen, AuszeichnungChartsChartplatzierungen (Jahr, Titel, Platzierungen, Wochen, Auszeichnungen, Anmerkungen) | Anmerkungen |
| Jahr | Titel                                       | UK | Anmerkungen |
| ---- | ------------------------------------------- | --- | ----------- |
| 1991 | Bring Down the Walls No Limit Squad Returns | UK38 (2 Wo.)UK |             |

### Singles
| Jahr | Titel Album                                                            | Höchstplatzierung, Gesamtwochen, AuszeichnungChartsChartplatzierungen (Jahr, Titel, Album, Platzierungen, Wochen, Auszeichnungen, Anmerkungen) | Anmerkungen |
| Jahr | Titel Album                                                            | UK | Anmerkungen |
| ---- | ---------------------------------------------------------------------- | --- | ----------- |
| 1989 | Bring Forth the Guillotine Bring Down the Walls No Limit Squad Returns | UK45 (9 Wo.)UK |             |
| 1989 | 20 Seconds to Comply Bring Down the Walls No Limit Squad Returns       | UK11 (10 Wo.)UK |             |
| 1990 | Undercover Anarchist Bring Down the Walls No Limit Squad Returns       | UK33 (4 Wo.)UK |             |